# Dudebro II
Dudebro II (de nombre completo Dudebro: My Shit Is Fucked Up So I Got to Shoot/Slice You II: It's Straight-Up Dawg Time en español Dudebro: Mi mierda está jodida, así que tengo que dispararte/Cortarte en II: Derecho y arriba, ya es tiempo Viejo) es un videojuego en desplazamiento lateral 2D en desarrollo por miembros de la comunidad NeoGAF. La liberación del juego se ha retrasado repetidamente desde el año 2010. El videojuego se tiene planificado como una parodia a los videojuegos modernos de tiradores militares, y, contrariamente a su nombre, no es una secuela de ningún título de juego publicado anteriormente.

## Argumento
El juego sigue la historia de los miembros de la BRO Alliance Forces en la que están John Dudebro y su compañero, Habemus Chicken.
Al comienzo del juego se lleva a cabo una sesión informativa con el líder de la BRO Alliance, el General Dawgless Lee, donde se muestra a los protagonistas en una imagen polaroid del Armando Pesquali con cicatrices en los ojos y el bigote. Pesquali es un terrorista conocido por haber vendido armas ilegales en el Medio Oriente. Dudebro y Chicken se encargan de encontrar al hombre y detener su comercio de armas.

## Jugabilidad
El videojuego es un juego de disparos de desplazamiento lateral en 2D que utiliza el estilo retro de píxeles de 8 bits y características modernas como la física compleja y técnicas de postprocesamiento de video.
John Dudebro, es controlado por el jugador, y debe atravesar entornos hostiles llenos de enemigos para avanzar en el juego. El movimiento y las acciones se controlan con el teclado o un controlador del juego. Estas acciones incluyen disparar, cortar, cambiar armas, recoger objetos, arrojar objetos y más. La barra de salud de Dudebro, llamada Brodiocity Meter, se recarga cuando el jugador realiza ciertas tareas, como matar enemigos, rescatar mujeres o beber cerveza. Cuando el jugador está usando un dispositivo de juego, Dudebro puede cambiar de armas en tiempo real con una rueda de armas.
El juego presenta una serie de entornos diferentes, ubicados en diferentes lugares del mundo, con diseños complejos que recuerdan a otros juegos del género Metroidvania. Al explorar cada entorno, Dudebro puede adquirir armas y equipos adicionales, y recolectar medallas que se usan para acceder a peleas de jefes y desbloquear capítulos subsiguientes. Algunas peleas de jefes se concluyen con un evento de tiempo rápido con pulsación de botón llamado Fist Bump Finisher.
El tono humorístico del juego impregna múltiples aspectos de la jugabilidad, ya que varios elementos están explícitamente diseñados para burlar y subvertir los tropos comunes de la acción moderna y los géneros de los videojuegos de disparos. El primer avance del juego, por ejemplo, se burla de los minijuegos de piratería forzada y la capacidad de llevar solo un máximo de dos armas al mismo tiempo, ambas comunes en los videojuegos de disparo modernos en primera persona: en el juego, el primero se puede omitir presionando un botón, y este último se ríe de los personajes principales durante una escena.

## Versión de arriba hacia abajo
Originalmente, el juego iba a ser lanzado como un videojuego de disparos 3D de arriba hacia abajo presentado en una perspectiva en tercera persona, con personajes 2D basados en sprites en entornos 3D, desarrollado con el motor Unity. El jugador estaba destinado a controlar el movimiento de Dudebro con el teclado y apuntar con el ratón. Las armas y las actualizaciones habrían estado disponibles a través del entorno del jugador.
La jugabilidad se basaba en misiones, y cada mapa ofrecía una cierta cantidad de misiones que debían completarse para desbloquear la puerta del jefe del nivel. Se accedió a las misiones tocando marcadores en forma de medalla diseminados por el mapa y aceptados en un aviso posterior, y podrían implicar cambios en el diseño del nivel, conjuntos de armas y engendros enemigos. Los objetivos de la misión podrían incluir matar enemigos, hacer carreras rápidas, salvar niñas, encontrar objetos ocultos o sobrevivir durante un período determinado de tiempo. Completar cada misión otorgaría al usuario una medalla, y algunas de ellas desbloquearían nuevas rutas en el nivel para darle acceso al jugador a más misiones o permitir un retroceso más fácil. Las misiones y los niveles completados podrían reproducirse en cualquier momento, y los caminos desbloqueados se mantendrían desbloqueados en las siguientes jugadas.
El juego más tarde cambió a una versión de desplazamiento lateral 2D después de múltiples abandonos que dejaron al equipo demasiado escaso de personal para continuar el desarrollo.

## Desarrollo
Dudebro comenzó con un comentario improvisado realizado por un usuario llamado Cuyahoga en el foro de NeoGAF. Cuyahoga inventó el título para burlarse de otro usuario que lo acusó de ser un pedófilo porque compró y disfrutó el juego Imagine: Babyz Fashion. El título fue una fuente de inspiración, y los usuarios de NeoGAF Jocchan, Thetrin y Mik2121 tomaron la iniciativa en la concepción real del juego. Luego fueron seguidos por un gran número de carteles que comenzaron discusiones, colaborando en las ideas y los recursos para un juego real. Eventualmente, Will Goldstone (quien escribió un libro sobre el motor Unity) se involucró con la programación. El proyecto recién nacido llamó inmediatamente la atención de la prensa de videojuegos.
Los usuarios de NeoGAF lograron que Jon St. John le diera voz al personaje principal, John Dudebro. St. John es notable por ser el actor de voz del personaje Duke Nukem en la franquicia de videojuegos Duke Nukem.
El juego, originalmente estaba programado para su lanzamiento en el verano de 2010, fue posteriormente cambiado al 2011. Actualmente, el código fuente de aplicación de Dudebro está abierto para todos los miembros de NeoGAF que estén dispuestos a contribuir al mejoramiento del juego. En un momento dado, el nombre que el grupo de desarrolladores usa ("Grimoire Assembly Forge") generó amenazas de un pleito debido a una supuesta infracción de marca registrada de "Grimoire", un juego de rol desarrollado y publicado por Grimoire Systems Pty. Ltd.